# Hystatoderes weissi
Hystatoderes weissi är en skalbaggsart som först beskrevs av Auguste Lameere 1915.  Hystatoderes weissi ingår i släktet Hystatoderes och familjen långhorningar. Inga underarter finns listade i Catalogue of Life.